# وزارة النقل والطيران المدني (أفغانستان)
وزارة النقل والطيران المدني هي إحدى الوزارات الأفغانية المسؤولة عن تنظيم النقل الجوي والبري، والعمليات في المطارات، والخطوط الدولية، والمؤسسات الحكومية الأخرى المشاركة في معاملات النقل. في عام 2017، بأمر من رئيس أفغانستان، محمد أشرف غني، تم تأسيسها مع وزارة المنافع العامة والطيران المدني والسكك الحديدية والمرور بوزارة الداخلية ووزارة النقل.